# Antiga Matriz de Porto Alegre

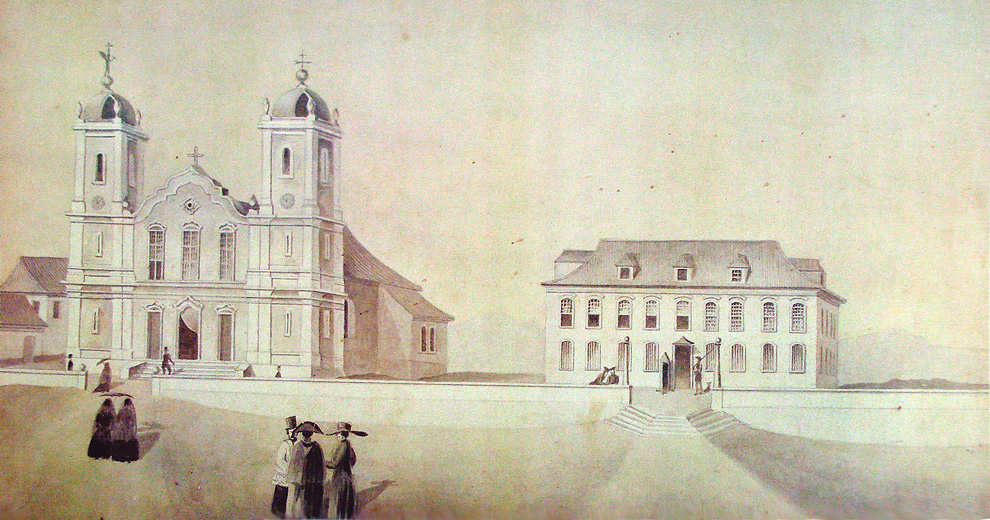
A antiga Matriz em aquarela de 1852. Ao seu lado, o antigo Palácio de Barro.

A antiga Matriz de Porto Alegre, dedicada a Maria, Madre de Deus, foi a principal igreja católica da cidade brasileira de Porto Alegre, centro de intensa vida religiosa e social, até a construção da atual Catedral Metropolitana. Em seu tempo um dos edifícios coloniais mais importantes do estado do Rio Grande do Sul, foi erguida a partir de 1779 com projeto de c. 1774, e demolida entre 1920 e 1929 para dar lugar à nova Catedral.

## História
Na década de 1740 a futura Porto Alegre era um pequeno arranchamento de poucas famílias organizadas em torno de um ancoradouro natural junto à primitiva desembocadura do arroio Dilúvio no lago Guaíba, abrigo então conhecido como Porto de Viamão ou Porto do Dornelles, uma alusão ao nome do sesmeiro que possuía a área, onde ele criava gado. Viamão, de fato, se localiza a alguns quilômetros para leste, usando o ancoradouro como via de acesso à grande rede hidrográfica da região, através da qual se conseguia alcançar o mar em Rio Grande.
Atendendo a uma solicitação do brigadeiro José da Silva Paes, em 1744 o rei de Portugal deu autorização para colonizar a área com casais de açorianos. Apenas em 1752 a povoação efetiva iniciou, com a chegada de 60 famílias, num total de cerca de 300 pessoas, que se fixaram junto do porto, que por esta razão passou a ser conhecido como Porto dos Casais. No mesmo ano chegou o primeiro capelão, o carmelita frei Faustino Antônio de Santo Alberto, erguendo-se à beira do lago uma capela dedicada a São Francisco das Chagas, o primeiro orago da povoação.

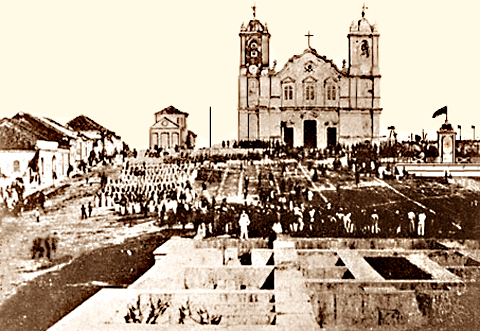
A recepção ao imperador Dom Pedro II em 1865, diante da Matriz.

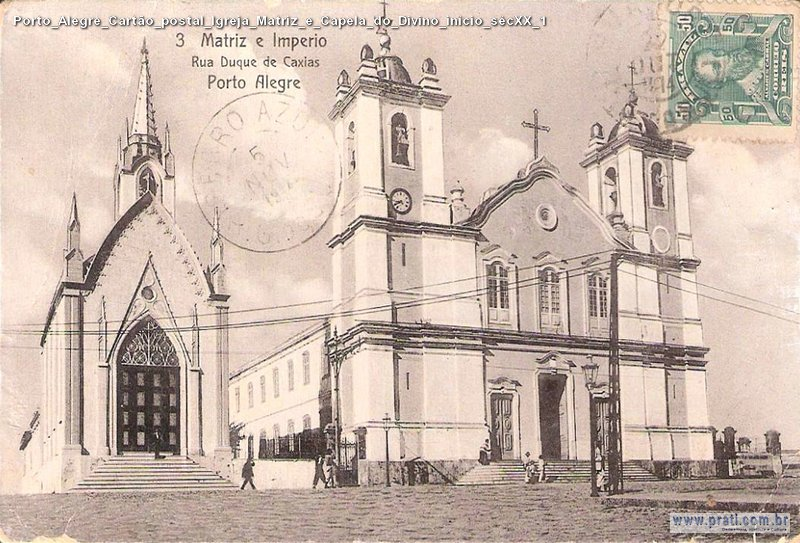
Imagem da Matriz no fim do século XIX, com a Capela do Espírito Santo à esquerda.

Em 1755 frei Faustino foi designado para Triunfo, deixando os locais novamente na dependência do vigário de Viamão, que não conseguia dar atendimento a todo o povo de sua vasta paróquia. Assim, Dom Antônio do Desterro, bispo do Rio de Janeiro (cuja diocese se estendia até as terras gaúchas), em 26 de março de 1772 elevou a povoação a Freguesia de São Francisco do Porto dos Casais, entregue aos cuidados do padre José Gomes de Faria. No mesmo ato foi ordenada a construção de uma igreja que pudesse servir de Matriz, pois a capela de São Francisco não se prestava para tanto. Em 18 de janeiro de 1773 o orago da freguesia foi mudado, sendo posta sob a proteção de Nossa Senhora Madre de Deus.
Em vista de sua situação geográfica e estratégica privilegiada, em 1773 o Porto dos Casais foi escolhido nova sede da Capitania do Rio Grande de São Pedro, quando ainda não era nem vila constituída. Imediatamente se criaram novas necessidades de infraestrutura, sendo erguidos o Palácio de Barro e outras edificações para abrigar o poder civil, localizando-os, assim como a Matriz, o cemitério e outras benfeitorias, nos Altos da Praia, uma colina sobranceira ao lago que tem esplêndida vista de todo o entorno, formando o embrião da atual Praça da Matriz. A escolha do sítio se deve naturalmente à sua localização dominante, tornando-se em breve o centro político e religioso da urbe e atraindo a elite emergente para residir nos arredores.
O traçado da igreja data de c. 1774, sem que se conheça o autor. Günter Weimer a atribuiu, sem certeza, a José Custódio de Sá e Faria, e Sofia Inda, a Alexandre José Montanha. Em junho a Irmandade de São Miguel e Almas e a Irmandade do Santíssimo Sacramento e Nossa Senhora Madre de Deus tomaram as primeiras providências para o início das obras, supervisionadas pelo padre Faria e o próprio governador da capitania, José Marcelino de Figueiredo. Contudo, o trabalho efetivo só começou em 1779. Em 1780 foi adquirido um terreno da Real Fazenda de onde era possível obter argila para tijolos e telhas, cuja fabricação revertia em benefício das obras, que por isso ganharam ímpeto. Seu custo foi orçado em 500 mil réis, bastante baixo, mas o material e a mão-de-obra foram doados pela comunidade. O encarregado geral foi o mestre-pedreiro José Rodrigues Pimentel, auxiliado pelo mestre-de-olaria Domingos Passarinho, o mestre-cavouqueiro Inácio José Moreira e o mestre-ferramenteiro João Batista, mais uma equipe de operários. As molduras das aberturas da fachada eram de pedra lavrada, vindas especialmente do Rio de Janeiro sob o pagamento de uma pequena fortuna, que equivalia a cerca de 75% do orçamento da Matriz, embora fossem de talhe simples.
A decoração interna, esta sim muito mais rica, contou com um retábulo-mor, altares laterais, portas entalhadas, pintura no forro e um relógio de sol gravado na fachada, custo orçado em 700 mil réis. A autoria da talha é incerta. Monsenhor João Maria Balen citou José Pereira de Matos, Athos Damasceno disse que Balen se enganou e o autor foi o mestre baiano Joaquim Pereira de Matos, alcunhado Joaquim Pataca, mas a cronologia de sua vida (morto em 1885) é incompatível com a datação da talha de Porto Alegre.

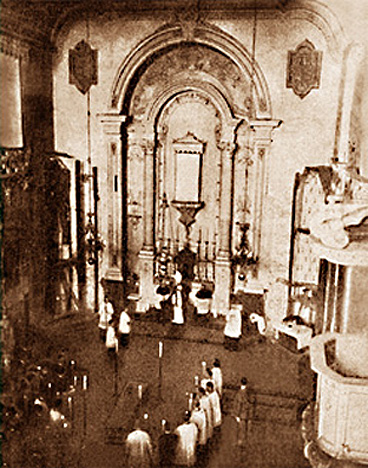
Imagem da última missa celebrada na antiga Matriz, em 1929, já com os altares semi-desmontados.

Em 1794 a igreja estava quase pronta, só faltando as torres, e já recebia o culto. Em 1800 foi instalada uma cruz de ferro sobre o frontão. Sua finalização, porém, levaria muito tempo. Até 1808 só se conseguiu erguer uma torre, e em 1820, quando Auguste de Saint-Hilaire passou pela cidade, registrou que ainda lhe faltava completar a outra. Também considerou suas dimensões acanhadas, com quarenta passos entre a entrada e o fundo, mas notou que era bem ornamentada. No início do século XIX a Matriz já era a sede de várias irmandades, além da de São Miguel e Almas e a do Santíssimo Sacramento e Mãe de Deus: a do Santo Sepulcro, a do Rosário, a de Nossa Senhora das Dores, a de Santa Bárbara e a de Nossa Senhora da Conceição, que disputavam entre si os altares da igreja. Em 1832 a paróquia foi desmembrada, revelando já possuir população significativa, criando-se duas novas circunscrições, a paróquia de Nossa Senhora das Dores e a de Nossa Senhora do Rosário, a partir das suas respectivas irmandades.
A igreja permaneceu inconclusa até que o Conde de Caxias mandou em 1846 terminar a torre esquerda, rebocar o exterior e consertar o telhado que já ameaçava desmoronar, atendendo a repetidas queixas da Irmandade do Santíssimo Sacramento. Já nesta altura se começava a pensar em um templo maior. Em 7 de maio de 1848 foi elevada à condição de Catedral pelo papa Pio IX, na bula Ad Oves Dominicas Rite Pascendas, que criou a Diocese de São Pedro do Rio Grande do Sul. Em 1866 ganhou mais dois sinos. Em 1899 passou por várias reformas para reparar danos, recebendo nova decoração interna em pintura, confiada aos italianos Antonio Cauduro e Romano Tertulini, que também restauraram a pintura do forro da capela-mor, segundo relatos, à sua condição original.
Com o crescimento da capital do estado, a multidão de fiéis já não se acomodava na antiga Matriz, e decidiu-se pela sua substituição por uma igreja mais ampla. Em 1915 foi aberto um concurso para o projeto, vencendo Jesús Maria Corona com o plano de uma vasta catedral neogótica com torres de 72 metros de altura. No entanto, sua proposta desencadeou controvérsia pública e acabou não sendo aproveitada, e depois de várias cogitações solicitou-se o auxílio de um profissional da Cúria Romana, o arquiteto Giovanni Battista Giovenale, resultando no atual prédio de imponentes linhas renascentistas. Os trabalhos de demolição da antiga Matriz e terraplanagem do terreno do entorno iniciaram em 1920, mas esperou-se a nova cripta ficar pronta — espaço que receberia provisoriamente o culto e o Santíssimo Sacramento — para derrubar-se o corpo principal, que permanecia em uso precário. A última missa na velha igreja aconteceu em 1929, em meio a um cenário já desmantelado.

## Importância cultural

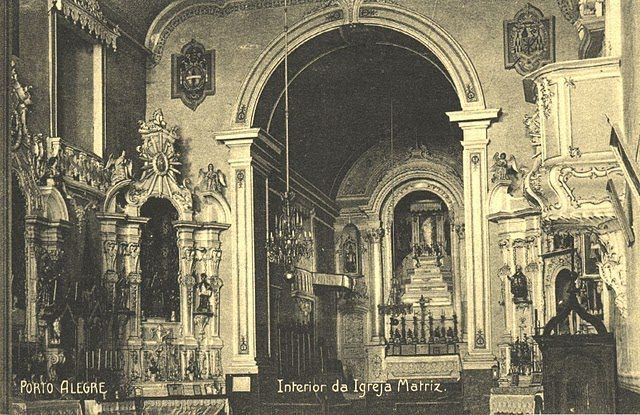
Interior da nave.

A antiga Matriz foi uma igreja típica do Barroco tardio, tendo uma fachada austera e um interior ricamente decorado. A fachada se dividia em três blocos principais: o corpo da igreja e as duas torres anexas. A igreja tinha três portas ao nível da rua, sendo a central mais elevada, fechadas por pranchas entalhadas, e três janelas alinhadas por cima, no nível superior, com vergas trabalhadas. O bloco era coroado por um frontão com curvatura delicada, onde havia um óculo circular. De ambos os lados do frontão havia dois pequenos pináculos arrematados por uma esfera. As duas torres tinham três níveis, amparadas em pilastras em destaque, e eram coroadas por coruchéus prismáticos rodeados de pináculos, com uma cruz no topo.
O interior se dividia em uma nave e uma capela-mor, com cinco altares principais no total, todos ricamente entalhados em um estilo que revela uma mescla de influências barrocas e rococós, semelhantes aos que ainda hoje se conservam na Matriz de Viamão, com estatuária e ornados de alfaias preciosas como tocheiros e candelabros. Pelas paredes havia pinturas, e o teto da capela-mor também recebeu pintura decorativa, com uma cópia de uma composição de Rafael Sanzio representando a Virgem Maria.

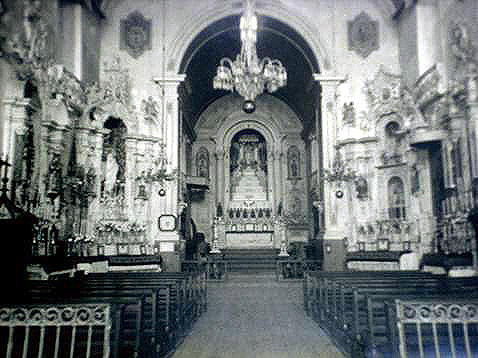
Outra vista do interior.

Embora suas virtudes estéticas fossem pouco notadas pelos viajantes do século XIX, a antiga Matriz foi uma das igrejas coloniais mais ricas do estado, e, por sua condição de sede da religiosidade católica, adquiriu grande relevo social e influência. Como era o costume no Brasil Colônia, e como se verificou em Porto Alegre pelo menos até a metade do século XIX, as igrejas eram os mais importantes centros de reunião comunitária, muito mais do que simples locais de culto, num tempo em que as esferas do profano e do religioso eram mal delimitadas e se sobrepunham, havendo a união formal entre Igreja e Estado no sistema do Padroado. Relatos de antigos viajantes descrevem escandalizados a informalidade que o culto assumia, mais se parecendo uma festa popular do que um rito em presença da divindade, a exemplo do que disse Marie Van Langendonck:
"(Na Quinta-feira Santa) sua iluminação ofusca, as portas abertas de par em par deixam entrar os ruídos do tumulto da rua. As senhoras em roupas resplendentes chamam a atenção pelo decote do vestido que descobre os ombros.... parecem estar prontas para o baile. Elas sentam-se no chão apesar de estarem suntuosamente vestidas. Algumas sentam sobre os degraus do altar, virando as costas ao Tabernáculo; aí elas conversam, riem, comem doces e certamente nenhuma pensa na solenidade do dia.... Para elas a igreja é neste dia um lugar de reunião onde encontram os conhecidos, onde se mostra um vestido de seda novo e onde se combina como se rever nas procissões de Sexta-feira Santa e na da Ressurreição. Esta última é realizada na noite do sábado para o Domingo de Páscoa. Ninguém se deita durante esta noite. A procissão sai à meia-noite e entra às quatro da manhã; uma multidão imensa a acompanha. As janelas das casas por onde ela passa estão abertas e guarnecidas de espectadores. De todos os pontos da cidade se soltam rojões e fogos de artifício".
Além disso, a associação com a Matriz através de irmandades acrescentava prestígio social aos filiados. De fato, se registram nos anais eclesiásticos diversas disputas entre membros de irmandades diferentes a respeito de direitos de precedência nas procissões e outras prerrogativas tradicionais. A procissão de translado do Cristo Morto da Capela da Misericórdia até a Matriz, durante a Semana Santa, era uma das festividades mais importantes, e só podiam transportar a imagem membros da elite local. Até o ano de 1814 vários membros destacados da sociedade foram sepultados no interior do templo; quanto maior a sua projeção social, e quanto maiores as esmolas oferecidas, mais próxima do altar principal ficava a sua tumba. Somente duas pessoas tiveram o privilégio de serem enterradas dentro da capela-mor, Manoel Vieira e o capitão Manoel Machado de Souza, em reconhecimento pelas suas vultosas doações à Igreja.

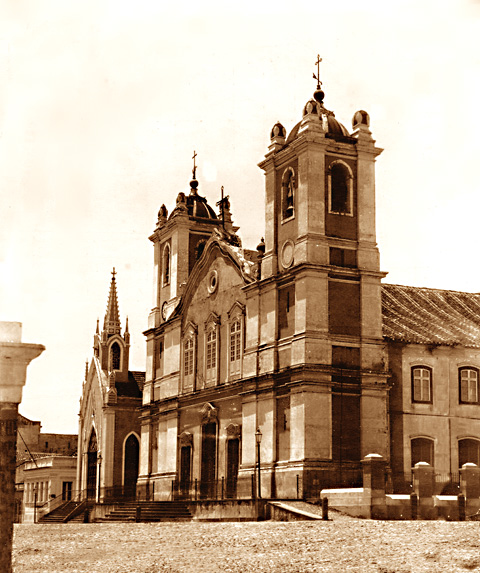
Uma das últimas fotos da Matriz, 1900.

No entanto, as irmandades tinham entre seus objetivos disciplinar a religiosidade popular, de tendência passional, desregrada e expansiva, dentro dos limites do decoro e da ortodoxia impostos pela Igreja, embora muitas vezes tenham fracassado e fossem acusadas de promover a imoralidade e a superstição. Mas também desempenhavam importantes funções assistencialistas para seus numerosos membros, num tempo de crônica precariedade de serviços públicos e quase permanente instabilidade política, econômica e militar. Por fim, sempre competindo entre si pelo prestígio que acarretava mostrar-se com aparato em procissões, doar joias para imagens de culto, adornar altares, mandar executar música sacra nas ladainhas e te deums, as irmandades da Matriz, assim como as de outras igrejas da cidade, estimularam de maneira importante o circuito artístico local, a própria Matriz se tornando um repositório de obras de arte e preciosidades, na maior parte adquiridas ou acumuladas por doações devotas. Na Matriz trabalhou como diretor do coro e compositor residente o maestro Mendanha, também autor do Hino do Rio Grande do Sul, e considerado por Ênio de Freitas e Castro como o maior nome da música erudita estadual em meados do século XIX.
Mesmo sendo uma das poucas grandes igrejas barrocas construídas do estado, cujo povoamento só se consolidou quando o estilo já estava em declínio e apareciam novas referências estéticas, sua demolição parece ter sido lamentada apenas por seu significado histórico, e não artístico. Com efeito, na época da demolição o estilo Barroco havia saído de moda há muito tempo e era largamente considerado pesado, vulgar e antiquado. Mas não deixam de ser interessantes as queixas de Aquiles Porto Alegre, uma testemunha ocular da demolição: 
“Estaquei subitamente e, contemplando o velho templo tão preso ao nosso saudoso passado, meus olhos de poeta romântico se encheram de lágrimas. [...] Ali, naquele velho templo augusto, viviam pelo menos 50 anos de minha existência. E eu via-o agora atacado e ferido pela picareta inconsciente do operário rústico, que nada conhece da vida da cidade antiga! E via arrancados àquela terra santa, e que fora cemitério, a enxadas brutais, as ossadas de muitos de nossos antepassados, que eram dali expulsos com uma espécie nova e singular de despejos – como inquilinos que não pagam aluguéis de casa. [...]  Como eu, a maior parte da população da cidade há de sentir o desaparecimento da nossa velha igreja, porque não há um habitante da capital que não tenha ali uma relíquia. São mais de cento e cinquenta anos da crônica da cidade e da vida de nossos avós que são lançados por terra; feitos destroços, transformados em poeira".
Várias outras tiveram o mesmo destino pelo Brasil afora, entre elas a Igreja do Rosário na própria capital, de importância artística comparável à Matriz. Até 1971, quando Athos Damasceno escreveu seu clássico Artes Plásticas no Rio Grande do Sul, ainda sobreviviam na cripta da atual Catedral vários elementos da antiga Matriz. Segundo o autor, entre as relíquias preservadas estavam a cruz de ferro da fachada, um dos sinos, as esferas de cobre que serviam de pedestal para as cruzes das torres, partes dos antigos portais esculpidos, um tabernáculo, a primeira cátedra episcopal, aparatos litúrgicos, mobília, a imagem de Nossa Senhora Madre de Deus que hoje está no altar-mor da Catedral, uma estátua de roca de Maria e um Cristo Morto processional, além de diversas pinturas com efígies de santos e prelados e cenas da vida de Cristo.
Por outro lado, a crescente importância da cidade no século XIX como centro administrativo provincial, polo cultural e movimentado entreposto comercial, com constante circulação de estrangeiros, e da Matriz como sua principal igreja, torna os seus arquivos, preservados na Cúria Metropolitana, fonte de copiosa informação para os estudos de sociologia, demografia, antropologia, religião e história da cidade e do estado.